# Fáliro (métro d'Athènes)
Fáliro (en grec moderne : Φάληρο) est une station de la ligne 1 du métro d'Athènes. Elle est située dans le quartier de Néo Fáliro au Pirée en Grèce.
Mise en service en 1887, elle est remise à niveau en 2004.

## Situation sur le réseau

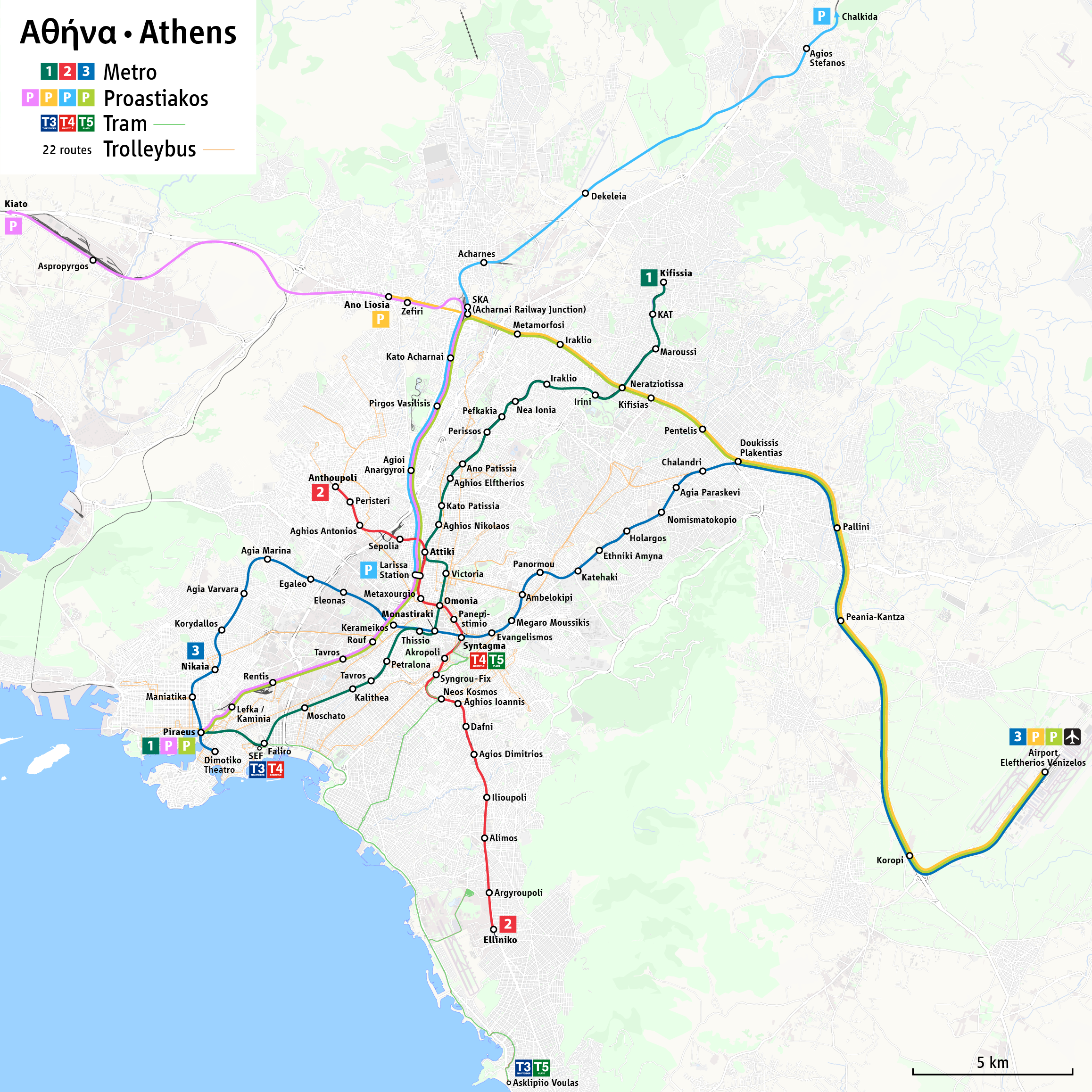
Plan des réseaux (2020)

Établie en surface, la station Fáliro est située sur la ligne 1 du métro d'Athènes, entre la station Le Pirée, terminus ouest, et la station Moschato, en direction du terminus nord Kifissiá.
Elle dispose de trois voies et deux quais centraux plus un quai latéral. La station est équipée d'un petit dépôt qui peut abriter trois rames de six voitures.

## Histoire
Située en surface, la station de Fáliro a été inaugurée en 1887. Avant la mise en service de la gare actuelle il en existait une autre qui avait fonctionné entre 1882 et 1887. En 2003 elle a été totalement rénovée. Elle comporte 3 quais dont un latéral. Le quai le plus utilisé est le quai central pour la montée et la descente des voyageurs. En cas d'affluence de voyageurs les trains utilisent les quais extérieurs pour la descente et les quais intérieurs pour la montée.
La station a été réhabilitée pour les Jeux olympiques d'Athènes et est rouverte le 14 juin 2004.

## Services aux voyageurs

### Desserte

Installations
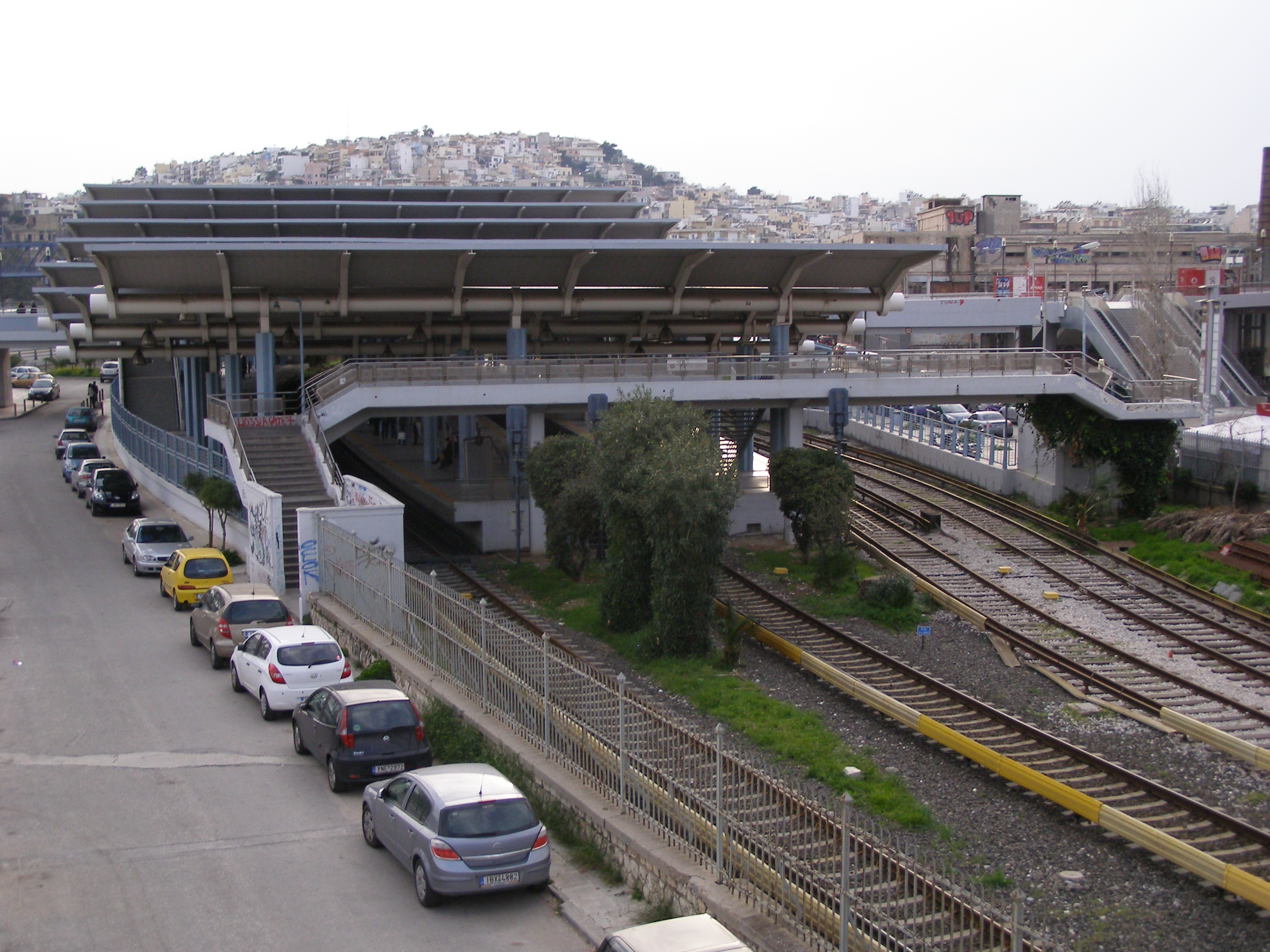
Station et voies.
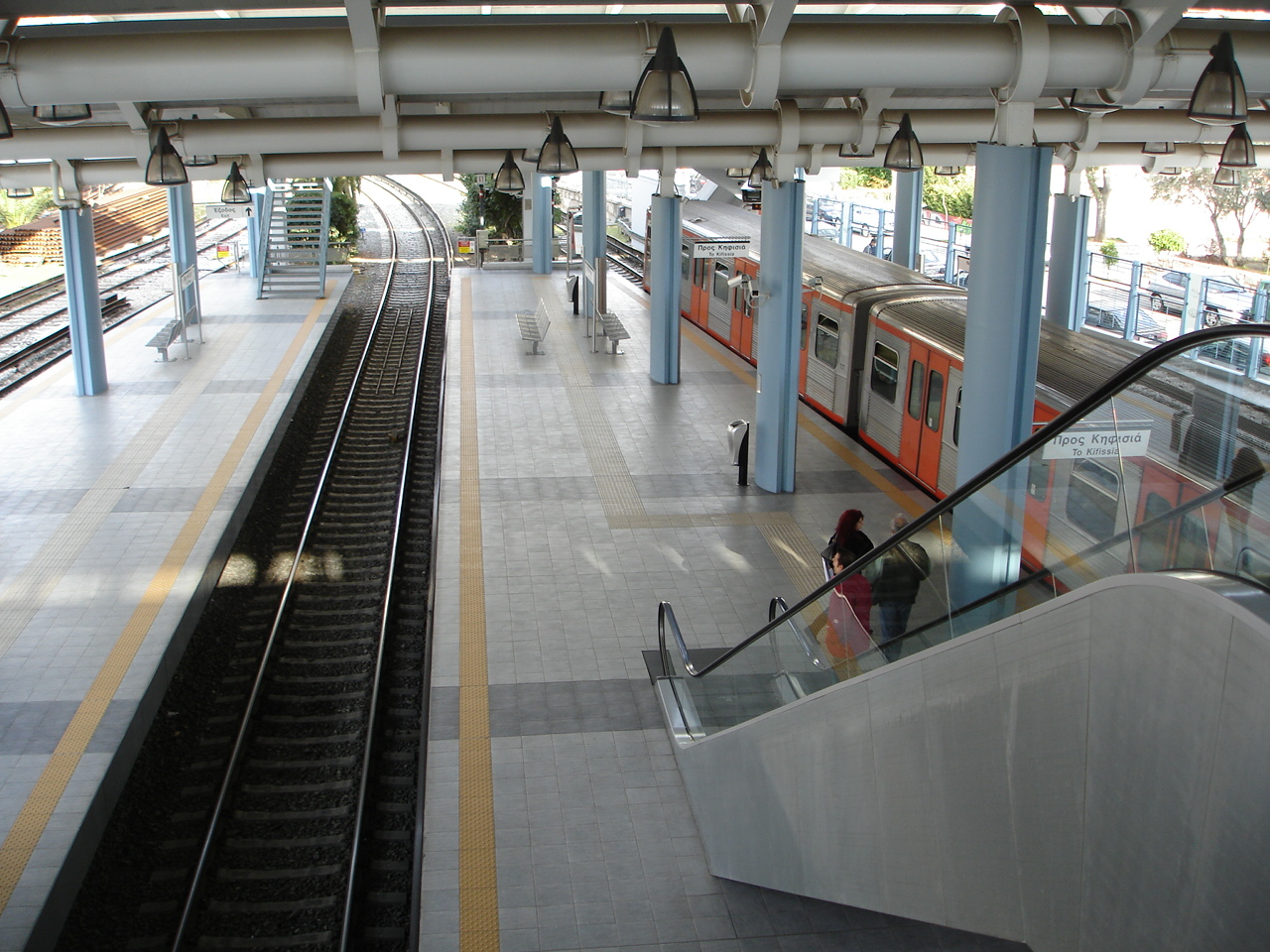
Quais.
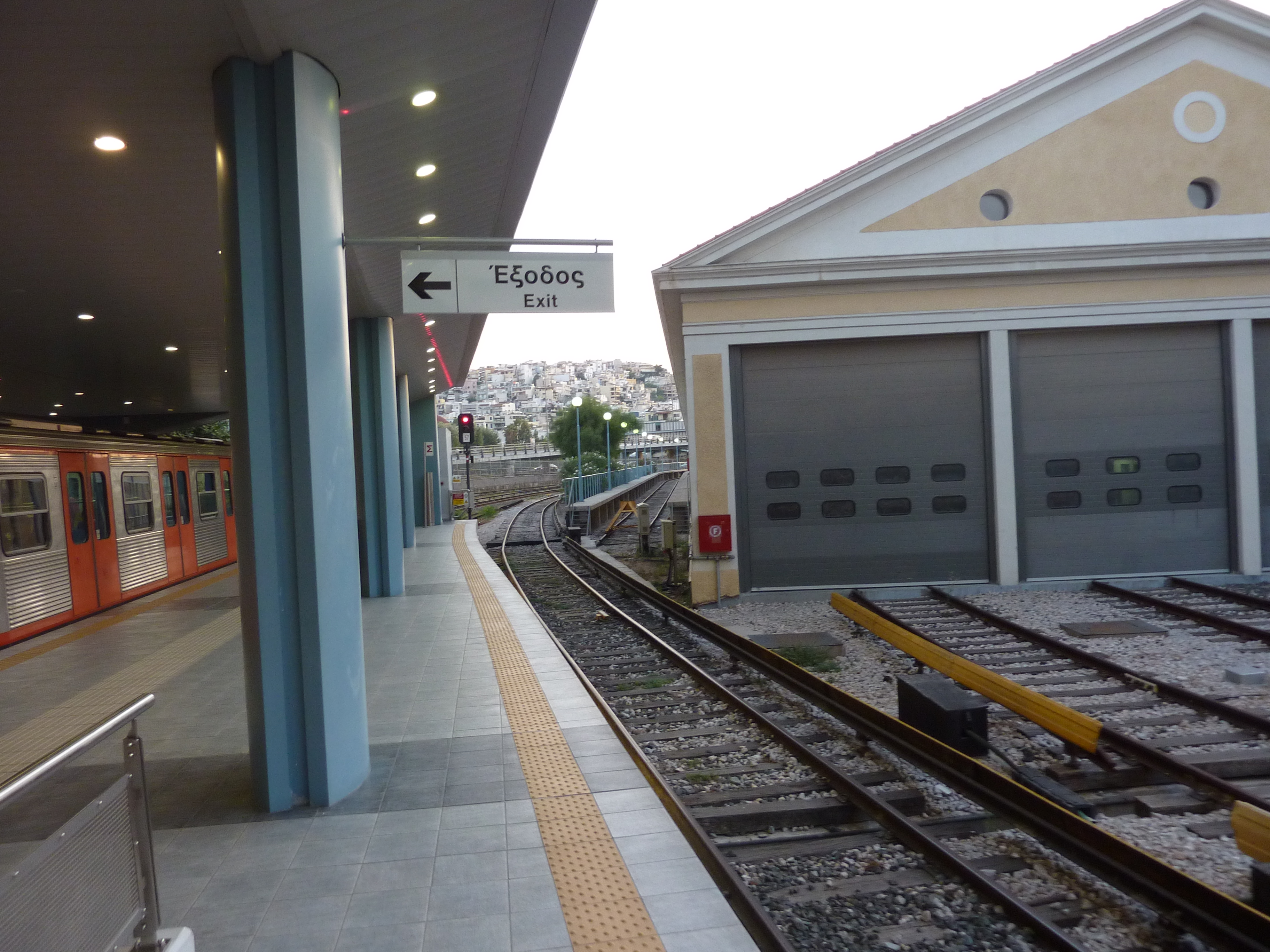
Quai no 3 et dépôt.

### Intermodalité
La station et directement reliée par une passerelle à la station de tramway SEF (en : grec moderne : ΣΕΦ). Par la même passerelle elle est reliée aussi au stade Karaïskakis. Elle est desservie par plusieurs réseaux de transports en commun : le tramway d'Athènes (lignes T3 et T4), des trolleybus (ligne : 20), des bus urbains (lignes : 040, 101, 130, 217, 218, 229 et 232), des bus express pour l'aéroport international d'Athènes Elefthérios-Venizélos (ligne X96), des bus scolaires (ligne E90) et par des bus de nuit de la ligne 500.

## À proximité
- Stade Karaïskakis
- Stade de la Paix et de l'Amitié
- Dans la cour de la station se trouve le tombeau de Yeóryios Karaïskákis, chef militaire et héros de la guerre d'indépendance grecque.